# Шри Сваминараян Мандир (Карачи)
Шри Сваминараян Мандир (урду شری سوامی نارائن مندر، کراچی‎) — гурудвара и индуистский храм в городе Карачи. Самый крупный индуистский храм в Пакистане, площадью 32 306 квадратных метров.

## История
В храме был расположен лагерь для беженцев в 1948 году. Оригинальные изображения Господина Сваминараяна были сняты и доставлены в Индию после раздела. Одна мурти, что изначально была в этом храме, в настоящее время находится в посёлке Хан-Вилладж, штат Раджастан. Люди, которые хотели переселиться в Индию приезжали в этот храм со всех уголков провинции Синд и ждали корабля для отправки. В храм приезжал с визитом основатель Пакистана Мухаммад Али Джинна. В 1989 году, впервые со времён раздела, группа садху из ахмедабадского Шри Сваминараян Мандир посетила одноимённый храм в Карачи.
В апреле 2004 года храму исполнилось 150 лет с момента основания.
Кроме индуистов храм также посещают мусульмане и последователи сикхизма.